# خودحق‌پنداری
خودحق‌پنداری (به انگلیسی: Self-righteousness), احساس یا نمایش برتری اخلاقی (معمولاً متکبرانه) است که از این حس ناشی می‌شود که باورها، اعمال، یا نسبت‌های فرد نسبت به میانگین افراد دیگر فضیلت بیشتری دارند. افراد خود پرهیزگار غالباً تحمل عقاید و رفتارهای دیگران را ندارند.